# Islas Coronado (Baja California)
Isla Coronado, es una localidad ubicada en las Islas Coronado, en el Océano Pacífico, frente a las costas del Estado de Baja California, al cual pertenece.

## Demografía
En 2005, INEGI registró una población de 270 habitantes, mientras que para 2010 la población decreció hasta alcanzar sólo 4 residentes permanentes.